# TTartisan
TTartisan (TTArtisan Tech (HK) Co.,Limited), és un fabricant xinès d'objectius i accessoris fotogràfics. La marca és propietat de Shenzhen Mingjiang Optical Technology Co., Ltd.
La seu central i la producció es troben a Shenzhen, Xina.
TTArtisan / Mingjiang Optics es divideix en dos sèries:
- Objectius per a càmeres telemètriques: Construïts amb un disseny òptic de qualitat incorporant lents ED (Extra dispersió) i asfèriques. Usats per a càmeres Leica.
- Objectius per a càmeres sense mirall: La majoria amb enfocament manual i actualment dos amb enfocament automàtic.

## Història
L'empresa es va fundar el 2019 a Shenzhen.
El 2020, l'empresa va revelar una versió d'edició limitada de 200 unitats del 35mm f/1.4 amb muntura Leica M, el qual està cobert d'or de 24K. L'objectiu també inclou un gravat personalitzat a la tapa i al barril de l'objectiu.
El 2021, TTartisan va presentar el seu primer objectiu amb enfocament automàtic, el 32mm f/2.8.
El 2021, per celebrar l'any del bou, la companyia va presentar una edició limitada de 500 unitats en color vermell del 50mm f/0.95 amb muntura Leica M. L'objectiu també inclou una tapa gravada amb la silueta d'un bou.
L'any 2022, la companyia va anunciar que s'unia a l'estàndard Micro Quatre Terços, obrint així el camí per a llançar al mercat objectius més econòmics que els d'Olympus o Panasonic, les dues marques que el 2008 van anunciar conjuntament la muntura en qüestió.

## Sigles
Igual que tots els altres fabricants d'objectius, TTartisan també usa un conjunt de sigles per a designar aspectes bàsics de cada objectiu, per a indicar des de quina mena de cos és l'ideal per a muntar-ho fins a característiques de fabricació.
- AF: Objectiu amb enfocament automàtic
- ASHP: Objectiu que incorpora lents asfèriques
- APO: Objectiu que incorpora una lent especial per a reduir els efectes de l'aberració cromàtica
- Fisheye: Objectiu ull de peix
- M: Objectiu amb muntura Leica M
- Macro 2X: Objectiu capaç d'oferir una ampliació de 2X (relació d'augment de 2:1)
- T&S: Objectiu Tilt & Shift, descentrable

## Objectius

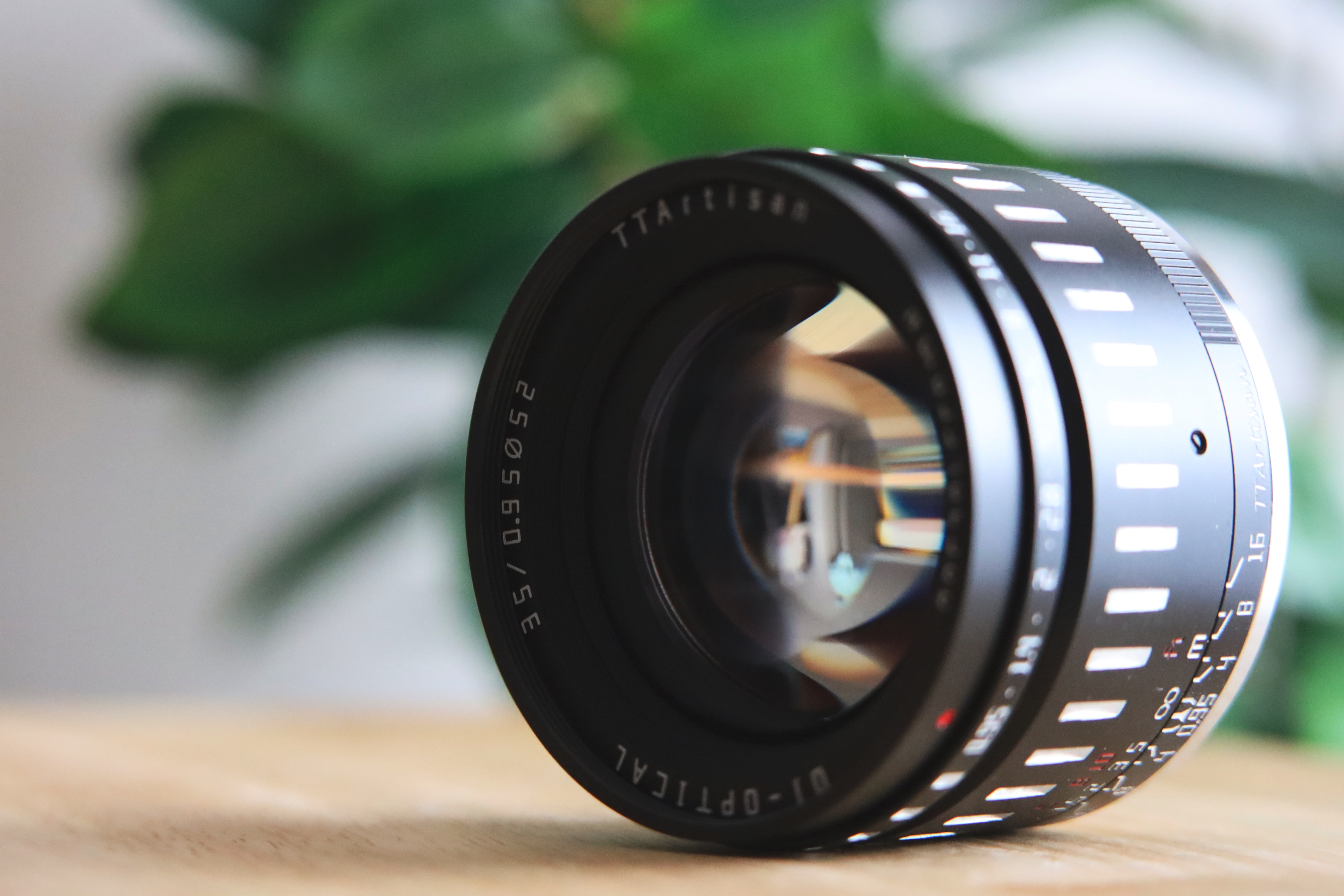
TTartisan 35mm f/0.95

### Objectius fixos per a càmeresAPS-C
| Distància focal | Obertura | Any  | Distància mínima d'enfoc | Diametre de filtre | Muntures                                                                     |
| --------------- | -------- | ---- | ------------------------ | ------------------ | ---------------------------------------------------------------------------- |
| 7.5mm           | 2.0      | 2021 | 0.125m                   | -                  | Canon EF-M, Fuji X, Sony E, Nikon Z Micro Quatre Terços, Muntura L           |
| 17mm            | 1.4      | 2021 | 0.20m                    | 40.5mm             | Canon EF-M, Fuji X, Sony E, Canon RF, Nikon Z Micro Quatre Terços, Muntura L |
| 23mm            | 1.4      | 2022 | 0.20m                    | 43mm               | Canon EF-M, Fuji X, Sony E, Canon RF, Nikon Z Micro Quatre Terços, Muntura L |
| 25mm            | 2.0      | 2022 | 0.25m                    | 43mm               | Canon EF-M, Fuji X, Sony E, Canon RF, Nikon Z Micro Quatre Terços, Muntura L |
| 27mm            | 2.8      | 2022 | 0.35m                    | 39mm               | Fuji X, Sony E, Nikon Z                                                      |
| 35mm            | 1.4      | 2020 | 0.28m                    | 39mm               | Canon EF-M, Fuji X, Sony E, Nikon Z Micro Quatre Terços, Muntura L           |
| 35mm            | 0.95     | 2022 | 0.35m                    | 52mm               | Canon EF-M, Fuji X, Sony E, Canon RF, Nikon Z, Muntura L                     |
| 40mm            | 2.8      | 2021 | 0.17m                    | 52mm               | Canon EF-M, Fuji X, Sony E, Canon RF, Nikon Z Micro Quatre Terços, Muntura L |
| 50mm            | 1.2      | 2020 | 0.50m                    | 52mm               | Canon EF-M, Fuji X, Sony E, Nikon Z Micro Quatre Terços, Muntura L           |
| 50mm            | 0.95     | 2022 | 0.50m                    | 58mm               | Canon EF-M, Fuji X, Sony E, Canon RF, Nikon Z Micro Quatre Terços, Muntura L |

### Objectius fixos per a càmeresFull Frame
| Distància focal | Obertura | Any  | Distància mínima d'enfoc | Diametre de filtre | Muntures                                                                     |
| --------------- | -------- | ---- | ------------------------ | ------------------ | ---------------------------------------------------------------------------- |
| 11mm            | 2.8      | 2021 | 0.17m                    | -                  | Sony E, Canon RF, Nikon Z Fuji G, Muntura L, Leica M, Canon EF, Nikon F      |
| 21mm            | 1.5      | 2020 | 0.70m                    | 72mm               | Leica M                                                                      |
| 28mm            | 5.6      | 2022 | 1.00m                    | 37mm               | Fuji X, Sony E, Canon RF, Nikon Z Fuji G, Muntura L, Hasselblad XCD          |
| 32mm            | 2.8      | 2021 | 0.50m                    | 27mm               | Nikon Z                                                                      |
| 35mm            | 2.0      | 2022 | 0.70m                    | 52mm               | Leica M                                                                      |
| 35mm            | T2.1     | 2025 | 0.28m                    | 82mm               | Fuji X, Sony E, Canon RF, Nikon Z Muntura L,                                 |
| 35mm            | 1.4      | 2022 | 0.70m                    | 49mm               | Leica M                                                                      |
| 40mm            | 2.0      | 2025 | 0.40m                    | 52mm               | Sony E, Nikon Z                                                              |
| 50mm            | 2.0      | 2022 | 0.50m                    | 43mm               | Canon EF-M, Fuji X, Sony E, Canon RF, Nikon Z Micro Quatre Terços, Muntura L |
| 50mm            | 1.4      | 2022 | 0.50m                    | 62mm               | Fuji X, Sony E, Canon RF, Nikon Z , Muntura L                                |
| 50mm            | 1.4      | 2021 | 0.50m                    | 49mm               | Sony E, Canon RF, Nikon Z, Muntura L, Leica M                                |
| 50mm            | 0.95     | 2022 | 0.70m                    | 67mm               | Leica M                                                                      |
| 90mm            | 1.25     | 2021 | 1.00m                    | 77mm               | Sony E, Canon RF, Nikon Z Fuji G, Muntura L, Hasselblad XCD, Leica M         |
| 100mm           | 2.8      |      | 0.90m                    | 49mm               | Rosca M42                                                                    |
| 100mm           | 2.8      | 2023 | 0.25m                    | 67mm               | Fuji G, Canon EF, Nikon F                                                    |
| 100mm           | 2.8      | 2023 | 0.25m                    | 67mm               | Fuji X, Sony E, Canon RF, Nikon Z Micro Quatre Terços, Muntura L             |
| 500mm           | 6.3      | 2033 | 3.30m                    | 82mm               | Sony E, Canon RF, Nikon Z, Muntura L                                         |

### Altres productes
TTartisan també disposa en el seu catàleg de diversos adaptadors de muntura, per poder utilitzar objectius de muntura Leica M en una càmera amb muntura diferent.
A més, comercialitza accessoris fotogràfics, com para-sols i fotòmetres.